# Гимнастически мост
Вижте пояснителната страница за други значения на Мост.
Гимнастическият мост е удължено, извито положение на тялото, при което гръдния кош е обърнат нагоре, а краката и дланите са опрени на дадена повърхност. По целия свят той се използва като упражнение, предназначено за подобряване на силата на кръста и глутеуса. Много негови варианти намират приложение в кунг-фу, джудо, бразилско джиу джицу, капоейра, смесени бойни изкуства и борба.
В йога тази конкретна поза за балансиране на тялото върху ръцете и краката се нарича Чакрасана (на маратхийски: चक्रासन).